# Shwebo
Shwebo es una ciudad de Birmania, situada en la División de Sagaing, se encuentra ubicada en la parte de noroeste del país, a 113 km al noroeste de la ciudad de Mandalay entre los ríos Irauádi y Mu. La ciudad también llamada Ratanasingha1, fue el origen de la dinastía Konbaung, establecida por el rey Alaungpaya en 1752, que fue la fuerza política dominante en Birmania después de la mitad del siglo XVIII y como tal fue capital del reino entre 1752 y 1760.
- Datos: Q27405
- Multimedia: Shwebo / Q27405